# Psiholog

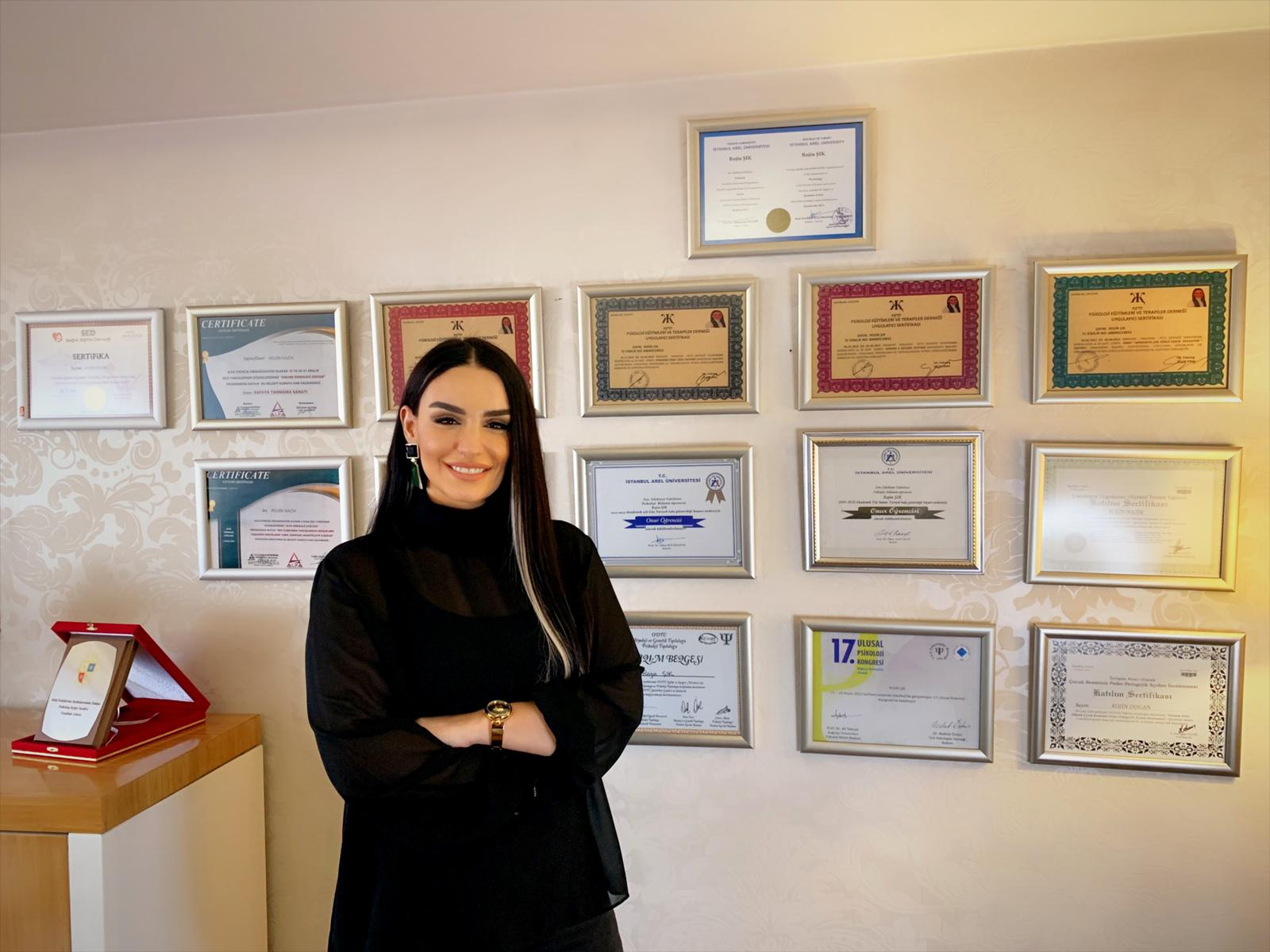
Psiholoagă din Turcia

Un psiholog este o persoană specializată în studiul psihologiei. Un psiholog studiază stări mentale normale și anormale din procesele și comportamentul cognitiv, emoțional și social, prin observarea, interpretarea și înregistrarea modului în care indivizii relaționează între ei și cu mediul înconjurător. Pentru a deveni psiholog, o persoană obține diplomă universitară în psihologie, în baza studiilor. Membrii altor profesii comportamentale (consilieri și psihiatri) pot, de asemenea, evalua, diagnostica, trata și studia procese mentale.

## Clasificare
Psihologul poate efectua următoarele activități:
- diagnosticare și corecțiune;
- expert și consultare;
- culturale și educaționale.

Există următoarea diviziune condiționată:
- Teoretician/Cercetător Angajat în studiul, cercetarea și identificarea modelelor, mecanismele psihologice, dezvoltarea teoriilor.
- Psiholog practicant. Implicat în aplicarea cunoștințelor și abilităților profesionale în practică. Psihologii practicieni, de regulă, au o anumită specializare în funcție de domeniul de activitate în care aceștia practică (de exemplu, un psiholog pentru copii, un psiholog medical, un psiholog sportiv).
- Profesor de psihologie. De obicei, atribuită teoreticienilor, deși este logic să se aloce separat acest domeniu de activitate psihologică.

## Responsabilități
- studiază comportamentul uman, procesele mintale;
- aplică metode de soluționare portivite pentru fiecare tip de problemele psihologice, în parte;
- întreprinde o serie de observații și experimente pentru descoperirea noilor caracteristici mintale și fizice;
- analizează efectele eredității, mediului sau altor factori asupra gândirii și comportamentului indivizilor;
- evaluează nivelul  de inteligență împreună cu abilitățile, aptitudinile și a alte caracteristici umane, interpretează datele obținute și face recomandările pe care le consideră necesare.